# Salix columbiana
Salix columbiana är en videväxtart som först beskrevs av Robert D. Dorn, och fick sitt nu gällande namn av George William Argus. Salix columbiana ingår i släktet viden, och familjen videväxter. Inga underarter finns listade i Catalogue of Life.